# Melpomene erecta
Melpomene erecta är en stensöteväxtart som först beskrevs av Conrad Vernon Morton, och fick sitt nu gällande namn av Alan Reid Smith och R. C. Moran. Melpomene erecta ingår i släktet Melpomene och familjen Polypodiaceae. Inga underarter finns listade.